# Proliferodiscus
Proliferodiscus is een geslacht van schimmels in de familie Lachnaceae. De typesoort is Proliferodiscus inspersus.

## Soorten
Volgens Index Fungorum telt het geslacht negen soorten (peildatum maart 2023):
| Soortnaam                                        | Auteur(s)                                  | Publicatiejaar |
| ------------------------------------------------ | ------------------------------------------ | -------------- |
| Proliferodiscus alboviridis                      | (Sacc.) Spooner                            | 1987           |
| Proliferodiscus caeruleoniger                    | Spooner                                    | 1987           |
| Proliferodiscus chiangraiensis                   | Ekanayaka & K.D. Hyde                      | 2019           |
| Proliferodiscus dingleyae                        | Spooner                                    | 1987           |
| Proliferodiscus earoleucus                       | (Berk. & Broome) J.H. Haines & Dumont      | 1983           |
| Proliferodiscus ingens                           | S. Bien & Damm                             | 2020           |
| Proliferodiscus inspersus                        | (Berk. & M.A. Curtis) J.H. Haines & Dumont | 1983           |
| Proliferodiscus pulveraceus (Melig franjekelkje) | (Alb. & Schwein.) Baral                    | 1985           |
| Proliferodiscus tricolor                         | (Sowerby) Baral                            | 2009           |